# Шистов
Шистов (укр. Шистів) — село в Зимневской сельской общине Владимирского района Волынской области Украины.
Население по переписи 2001 года составляет 158 человек. Почтовый индекс — 44752. Телефонный код — 3342. Занимает площадь 42,69 км².